# المنصفة (جحانة)

تعديل مصدري - تعديل

المنصفة هي إحدى قرى عزلة سهمان جحانة بمديرية جحانة التابعة لمحافظة صنعاء، بلغ تعداد سكانها 547 نسمة حسب تعداد اليمن لعام 2004.